# Elements del període 1
Un element del període 1 és un dels elements químics de la primera filera (o període) de la taula periòdica d'elements químics. La taula periòdica es disposa en fileres per il·lustrar tendències recurrents (periòdiques) en el comportament químic dels elements a mesura que n'augmenta el nombre atòmic: es comença una filera nova quan el comportament químic torna a repetir-se, cosa que significa que els elements de comportament similar es troben a les mateixes columnes verticals. El primer període conté menys elements que qualsevol altra filera de la taula, només dos: l'hidrogen i l'heli. L'heli es comporta com un gas noble i es troba al final de la filera; el proper període conté vuit elements, car no és fins aleshores que es dona un altre element que es comporti com un gas noble. Aquesta situació es pot explicar per mitjà de les teories actuals de l'estructura atòmica.

## Vista general
Un element del període 1 és un dels elements químics de la primera filera (o període) de la taula periòdica d'elements químics. Aquest primer període conté menys elements que qualsevol altra filera de la taula, només l'hidrogen i l'heli. A la descripció mecànica quàntica de l'estructura atòmica, aquest període correspon a l'ompliment de l'orbital 1s. Els elements del període 1 no segueixen la regla de l'octet. El nombre màxim d'electrons que poden acomodar els dos elements és dos; un element amb una configuració ambdós elements rep el nom de «duet».

## Posició dels elements del període 1 a la taula periòdica
La primera capa d'electrons, n = 1, consta només d'un orbital i el nombre màxim d'electrons de valència que un element de període 1 pot tenir és dos, tots dos en l'orbital 1s. La capa de valència no té p o qualsevol altre tipus d'orbitals a causa de la restricció general l < n dels Nombre quàntics. Per tant, el període 1 té exactament dos elements.
Encara que tant l'hidrogen com l'heli es troben al bloc s, cap d'ells es comporta de manera semblant als altres elements del bloc s. El seu comportament és tan diferent dels altres elements del bloc s que hi ha un desacord considerable sobre on s'han de col·locar aquests dos elements a la taula periòdica.
Simplement seguint les configuracions d'electrons, l'hidrogen (configuració electrònica 1s1) i l'heli (1s2) s'han de col·locar als grups 1 i 2, per sobre del liti (1s22s1) i beril·li (1s22s2). Tot i que aquesta ubicació és habitual per a l'hidrogen, rarament s'utilitza per a l'heli fora del context d'il·lustració de les configuracions d'electrons. Normalment, l'hidrogen es col·loca al grup 1 i l'heli al grup 18: aquesta és la ubicació que es troba a la taula periòdica de la IUPAC. Es poden trobar algunes variacions en aquests dos aspectes.

## Elements
| Element químic | Element químic | Element químic | Bloc   | Configuració electrònica |
| -------------- | -------------- | -------------- | ------ | ------------------------ |
| 1              | H              | Hidrogen       | bloc s | 1s1                      |
| 2              | He             | Heli           | bloc s | 1s2                      |

### Hidrogen
L'hidrogen (H) és l'element químic de nombre atòmic 1. En condicions estàndard de pressió i temperatura, l'hidrogen és un gas diatòmic incolor, inodor, no metàl·lic, insípid i altament inflamable, amb la fórmula molecular H₂. Amb una massa atòmica d'1,00794 amu, l'hidrogen és l'element més lleuger.

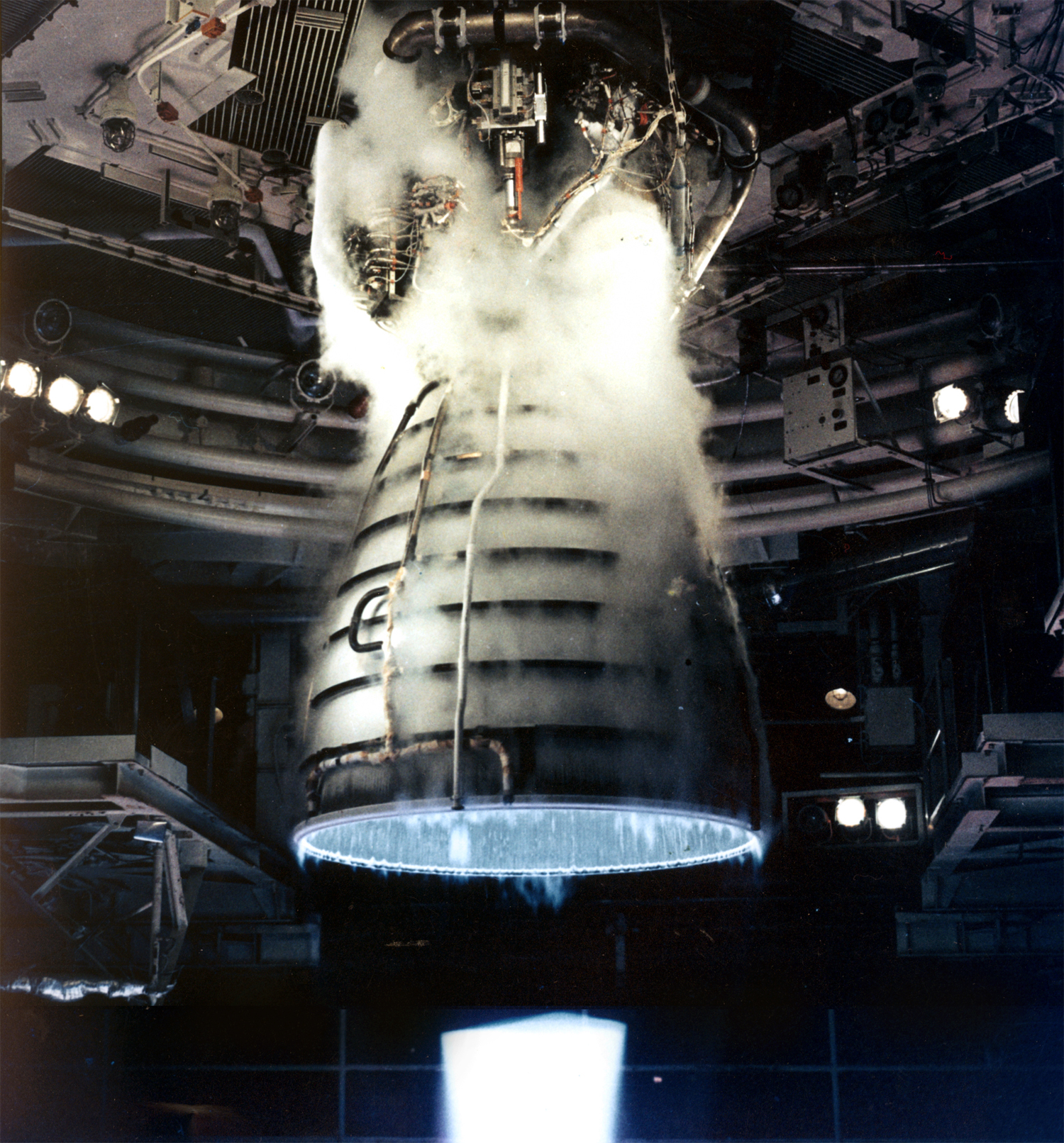
Un motor principal del transbordador espacial crema hidrogen amb oxigen com a combustible.

L'hidrogen és l'element químic més abundant, amb aproximadament un 75% de la massa elemental de l'univers. Les estrelles de la seqüència principal es componen principalment d'hidrogen en estat plasmàtic. L'hidrogen elemental és relativament rar a la Terra, i és produït industrialment a partir d'hidrocarburs com el metà, després del qual l'hidrogen elemental és utilitzat "captivament" (és a dir, al lloc de producció); els mercats més grans es divideixen gairebé per igual entre la millora de combustibles fòssils, com ara l'hidrocraqueig; o la producció d'amoníac, principalment pel mercat de fertilitzants. L'hidrogen es pot produir partir d'aigua per mitjà de l'electròlisi, però aquest procés té un cost comercial considerablement superior al de la producció d'hidrogen a partir de gas natural.
L'isòtop natural més comú de l'hidrogen, conegut com a proti, té un únic protó i cap neutró. En compostos iònics, pot assumir o bé una càrrega positiva, esdevenint un catió compost d'un simple protó, o bé una càrrega negativa, esdevenint un anió conegut com a hidrur. L'hidrogen pot formar compostos amb la majoria d'elements i és present a l'aigua i la majoria de compostos orgànics. Té un paper especialment important en la química àcid-base, en què moltes reaccions impliquen l'intercanvi de protons entre molècules solubles. Sent l'únic àtom neutre pel qual l'equació de Schrödinger es pot resoldre de manera analítica, l'estudi de l'energètica i l'espectre de l'àtom d'hidrogen ha tingut un paper clau en el desenvolupament de la mecànica quàntica.
Les interaccions de l'hidrogen amb diversos metalls són molt importants a la metal·lúrgia, car molts metalls poden patir fragilització per hidrogen, i en el desenvolupament de mètodes segurs per emmagatzemar-lo com a combustible. L'hidrogen és altament soluble en molts compostos que inclouen metalls de les terres rares i metalls de transició i es pot dissoldre en metalls tant cristal·lins com amorfs. La solubilitat de l'hidrogen en els metalls és influïda per distorsions o impureses locals a la xarxa cristal·lina del metall.

### Heli
L'heli (He) és un element químic monoatòmic, inert, incolor, inodor, insípid i no tòxic que encapçala el grup dels gasos nobles de la taula periòdica, i que té el nombre atòmic 2. Els seus punts d'ebullició i fusió són els més baixos de tots els elements, i només existeix en forma de gas, excepte en condicions extremes.

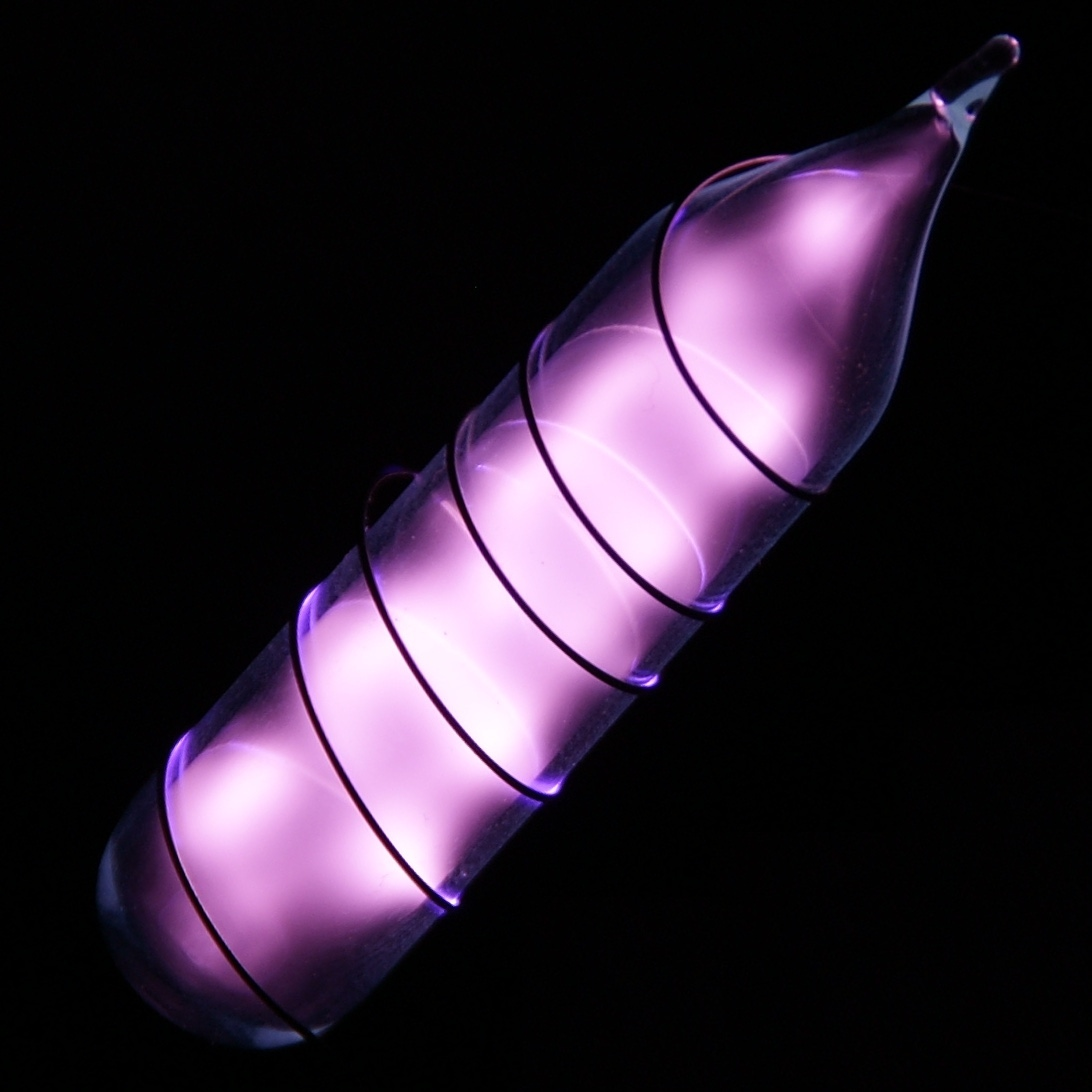
Un recipient de gas heli lluent.

L'heli fou descobert el 1868 per l'astrònom francès Pierre Janssen, que detectà per primer cop la substància com una signatura de línia espectral groga desconeguda a la llum d'un eclipsi solar. El 1903, es descobriren grans reserves d'heli als jaciments de gas natural dels Estats Units, que són de llarg el primer proveïdor mundial d'aquest gas. Aquesta substància es fa servir en criogènia, en sistemes de respiració submarina, per refredar imants superconductors, en datació per heli, per inflar globus, per proporcionar sustentació als dirigibles i com a gas protector en aplicacions industrials com ara la soldadura per arc i la producció d'oblies de silici. La inhalació d'un volum reduït d'aquest cas canvia temporalment el timbre i la qualitat de la veu humana. El comportament de les dues fases fluides de l'heli-4 líquid, l'heli I i heli II, és important pels investigadors que estudien la mecànica quàntica, i més concretament el fenomen de la superfluïdesa, així com els investigadors que estudien els efectes de les temperatures properes al zero absolut sobre la matèria, com en el cas de la superconductivitat.
L'heli és el segon element més lleuger i també el segon més abundant a l'univers observable. La majoria d'heli es formà durant el big-bang, però es continua creant heli com a resultat de la fusió nuclear d'hidrogen a les estrelles. A la Terra, l'heli és relativament rar i és creat per la desintegració natural d'alguns elements radioactius, car les partícules alfa que emeten consisteixen en nuclis d'heli. Aquest heli radiogènic queda atrapat amb el gas natural a concentracions de fins a un 7% en volum, d'on s'extreu comercialment per mitjà d'un procés de separació a baixa temperatura anomenat destil·lació fraccionada.